# Ferroelectric Random Access Memory

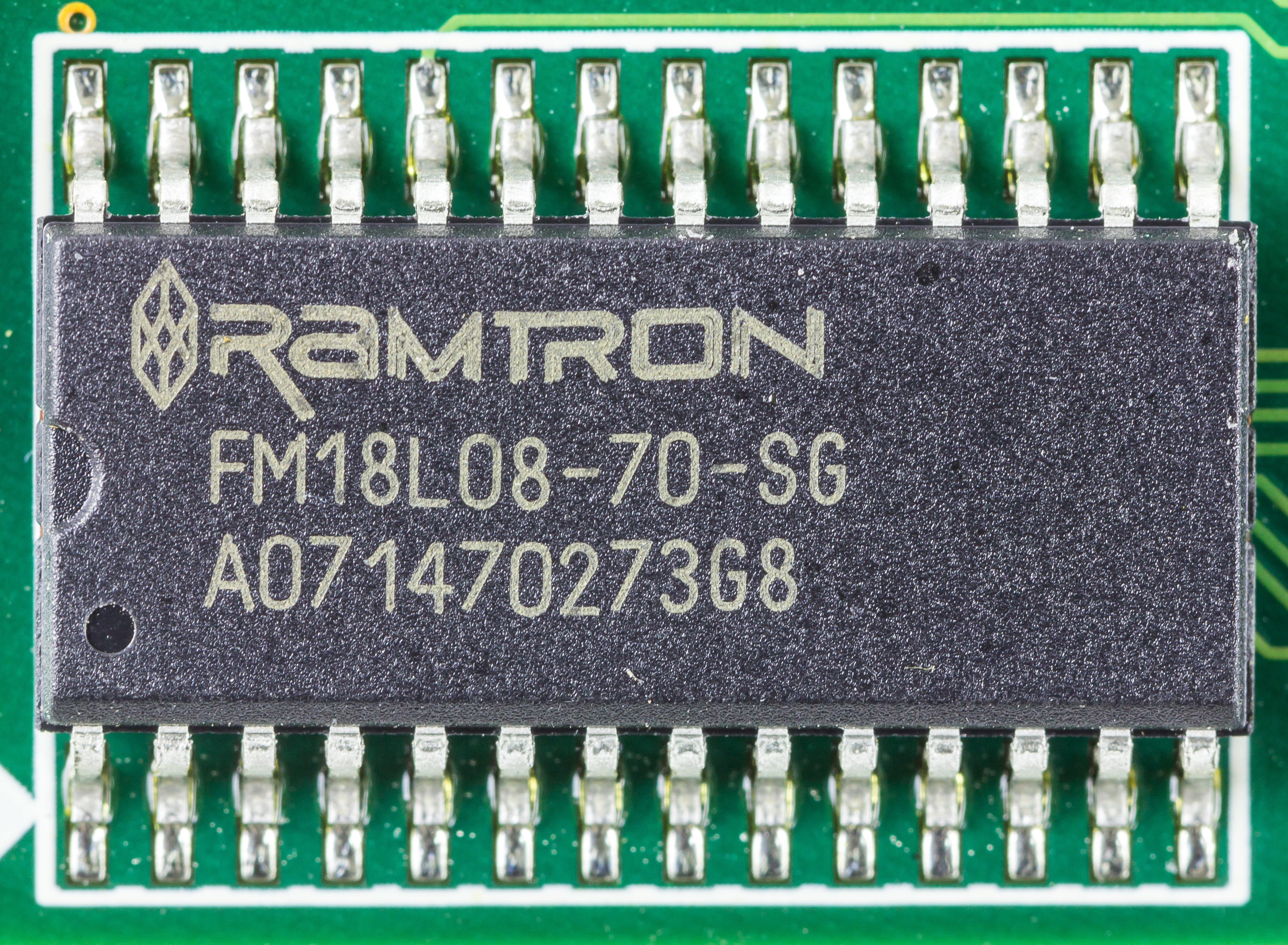
FeRAM von Ramtron

Als Ferroelectric Random Access Memory (FRAM oder FeRAM) bezeichnet man einen nichtflüchtigen elektronischen Speichertyp auf der Basis von Kristallen mit ferroelektrischen Eigenschaften, das heißt dem Ferromagnetismus analogen elektrischen Eigenschaften.
Der Aufbau entspricht dem einer DRAM-Zelle, nur wird anstelle eines konventionellen Kondensators ein Kondensator mit ferroelektrischem Dielektrikum eingesetzt. Ferroelektrische Materialien können analog zu ferromagnetischen Materialien eine permanente elektrische Polarisation auch ohne externes elektrisches Feld besitzen. Durch ein externes Feld kann diese Polarisation in eine andere Richtung „umgeschaltet“ werden, worauf der Speichermechanismus der FRAMs beruht.
Ein häufig verwendetes Ferroelektrikum ist das im Perowskit-Typ kristallisierende Bariumtitanat, BaTiO3. Die positiv geladenen Titanionen richten sich zu einer Seite des Kristalls aus, während sich die negativ geladenen Sauerstoffionen zur gegenüberliegenden Seite ausrichten, wodurch sich ein Dipolmoment und damit die permanente Polarisation des gesamten Kristalls ergibt.

## Herstellung
Auf einem Halbleiter-Wafer wird eine dünne ferroelektrische Schicht aufgebracht, die den Gate-Isolator der sonst üblichen FET-Speicherzelle ersetzt. Die Schicht besteht aus z. B. Blei-Zirkonat-Titanat (PZT) oder chemisch Pb(ZrxTi1−x)O3 oder Strontium-Bismut-Tantalat (SBT, SrBi2Ta2O9). Der Speicher- und Löschvorgang wird durch eine Spannungsänderung und somit eine Feld- und Polarisationsänderung in der ferroelektrischen Schicht realisiert.

## Schaltungsvarianten

Schnittdarstellung durch eine 1T-FeRAM-Zelle

Es gibt verschiedene Schaltungsvarianten für ferroelektrische Speicher. Die gebräuchlichsten sind die sogenannten 1T1C- und 2T2C-Zellen mit jeweils einem bzw. zwei Transistoren und Kondensatoren mit ferroelektrischem Dielektrikum. Der Transistor wird in jedem Fall zur Auswahl der zu beschreibenden Speicherzelle benötigt, da Ferroelektrika keine scharfe Umschaltspannung besitzen, sondern die Umschaltwahrscheinlichkeit mit der Stärke der Spannung und der Dauer des Spannungspulses steigt. Beschrieben werden Zellen, indem nach Auswahl der gewünschten Speicherzelle über die Wort- und Bitleitungen die Polarisation des Ferroelektrikums durch einen Spannungspuls gesetzt wird.
Gelesen werden die Speicherzellen ebenfalls über Spannungspulse, wobei die Speicherzelle mit einem definierten Zustand beschrieben wird. Je nachdem, ob sich dabei die Polarisationsrichtung umkehrt oder gleich bleibt, ergibt sich ein unterschiedlicher Verschiebungsstrom, der von einem Leseverstärker (engl. sense amplifier) in ein entsprechendes Spannungssignal auf der Bitleitung umgesetzt wird. Da dieser Lesevorgang die bestehende Polarisation zerstört, muss die Zelle danach wieder mit dem ursprünglichen Speicherinhalt beschrieben werden.
Weiterhin gibt es noch 1T-Zellen, die nur aus einem ferroelektrischen Feldeffekttransistor (FeFET) bestehen. Bei einem FeFET ist die Gate-Isolation durch ein ferroelektrisches Dielektrikum ersetzt (analog zum floating gate beim Flash-Speicher). Durch die elektrische Polarisation dieses Dielektrikums wird die Strom-Spannungs-Charakteristik des Source-Drain-Übergangs beeinflusst: Je nach Polarisationsrichtung sperrt der Transistor oder schaltet auf Durchgang. Beschrieben wird der FeFET durch Anlegen einer entsprechenden Spannung zwischen Gate und Source. Ausgelesen wird der FeFET durch Messung des Stroms bei Anlegen einer Spannung zwischen Source und Drain. Der Auslesevorgang ist nicht destruktiv.

## Eigenschaften
- nichtflüchtig (im Gegensatz zu DRAMs)
- kompatibel zu den gängigen EEPROMs, jedoch zuverlässiger und schneller:
  - Daten bleiben über 10 Jahre erhalten, auch bei starken Temperaturschwankungen (EEPROM garantieren bis 10 Jahre)
  - Schreibzeit ca. 100 ns (entspricht Standard-SRAM; EEPROM sind mehrere Größenordnungen langsamer)
  - 1010–1015 Schreib- und Lesezyklen garantiert je nach Typ und Hersteller (EEPROM bis 106 Zyklen)

## Lebensdauer und Ausfallursachen
Auch FRAMs werden nach einer gewissen Zeit der Benutzung unbrauchbar. Hohe Temperaturen beschleunigen dabei den Verfall. Es gibt zwei mögliche Ursachen für Fehler: Depolarisierung und Imprint. Bei der Depolarisierung senkt sich mit der Zeit das Polarisierungslevel der Zelle. Dadurch wird nach einer gewissen Zeit der aktuelle Zustand nicht mehr korrekt erkannt. Dieser Effekt verstärkt sich bei hohen Temperaturen. Zusätzlich dürfen die Zellen nicht oberhalb der Curie-Temperatur der Keramik betrieben werden, da ansonsten die ferroelektrischen Eigenschaften der Keramik, durch die Änderung der Raumstruktur, verschwinden.
Imprint bedeutet, dass die Zelle in einem Polarisierungszustand gefangen bleibt. Der Schreibimpuls genügt dann nicht mehr, um eine Polarisationsumkehr zu bewirken.

## Hersteller
FRAMs werden unter anderem von Fujitsu und von Cypress Semiconductor Corporation hergestellt. Die Firma Texas Instruments verwendet FRAMs in Mikrocontrollern der Reihe MSP430.